# 富山低地
富山低地（とやまていち）は、富山平野の内の神通川・常願寺川による低平な氾濫原の名称。主に富山市にあり、一部が滑川市に所在する。

## 特徴
西側は呉羽丘陵及び、低平な射水平野に面している。東側は新川平野に面する。南側は主に大きな常願寺川扇状地と比較的小さな神通川扇状地に面する。北側は富山湾であり、海岸部は遠浅であることが多い。
神通川と常願寺川は富山低地において蛇行していたが、水害の多発により直線化された。

## 地質
表層地質は、腐植物を含んだ粘土層。神通川流域は常願寺川流域と比べて、表層地質の砂が粗めである。

## 自然
浜黒崎地区の横越集落に、「横越サギの森」という平地林がある。

### 低地内の河川
いずれも下流域において富山低地を流れる。
- 神通川、常願寺川、白岩川、上市川

## 利用
保水性に優れる粘土質の為に、古くから水田化された。浜黒崎地区では弥生時代から農業がなされていた痕跡がある。